# 山本彰吾
山本 彰吾（やまもと しょうご、1995年10月6日 - ）は、日本のダンサーであり、THE RAMPAGE from EXILE TRIBE、MA55IVE THE RAMPAGEのメンバー。
岡山県倉敷市出身。LDH JAPAN所属。身長163cm。血液型AB型。

## 略歴
10歳からダンスを始める。
2014年、「EXILE PERFORMER BATTLE AUDITION」の合宿審査で落選するも、THE RAMPAGEの候補メンバーに選出される。同年9月12日、同グループの正式メンバーとなる。
2020年、THE RAMPAGEの派生ユニットMA55IVE THE RAMPAGEとしても始動。

## 出演

### 映画
- HiGH&LOW THE MOVIE（2016年） - ヒカル 役[6]

### テレビドラマ
- HiGH&LOW THE WORST EPISODE.O（2019年7月 - 8月、日本テレビ） - ヒカル 役

### 舞台
- BOOK ACT
  - 「もう一度君と踊りたい」（2020年2月[7]、2024年2月[8]、2025年5月[9]）
  - 「ヒーローよ 安らかに眠れ」（2022年1月）[10]
  - 「さくら舞う頃、君を想う」（2023年1月）[11]
  - 「僕らは人生で一回だけ魔法が使える」（2023年1月）[11]
- REAL RPG STAGE「ETERNAL2」-荒野に燃ゆる正義-（2022年7月 - 8月） - ニクラス 役[12]
- 正偽の芸能プロダクション（2023年3月） - 猿田響 役[13]

### 配信番組
- ダンスバトル -アライブTV-（2018年 - 2019年、ひかりTVチャンネル+） - 番組スペシャルサポーター[14]

### テレビ
- THE RAMPAGE RUI&YAMASHOのパフォーマー向上委員会（2021年9月 - 2021年11月、ダンスチャンネル）[15]
- THE RAMPinGOOD（2023年10月 - 2024年3月、名古屋テレビ）[16][17]
  - THE RAMPinGOOD SEASON2（2025年1月 - 3月）[18]

### ラジオ
- Merci life organics presents「YAMASHOのジモラブRADIO」（2024年10月 - 、RSK山陽放送）[19]

### ミュージックビデオ
- GENERATIONS from EXILE TRIBE「AGEHA」（2016年）[20]
- iScream「つつみ込むように…」-TRIBE WITH THE RHYTHM Ver.-（2022年）[21]

### 連載
- web magazine「at」連載「OKAYAMA ART FILM DIRECTED BY YAMASHO」（2021年6月 - 2023年5月）[22]

## ライブ

### 参加
- EXILE LIVE TOUR 2025 "WHAT IS EXILE"（2025年5月30日 - 5月31日）